# Gilly Gilchrist
Gilly Gilchrist est un acteur britannique né le 22 novembre 1961.

## Filmographie

### Cinéma
- 1982 : Living Apart Together : un membre de l'équipe de Ritchie
- 1984 : Joie et Réconfort : Rufus
- 1995 : Rob Roy : Iain
- 2000 : Gladiator : le deuxième officier
- 2003 : The Visual Bible: The Gospel of John : un homme dans la foule
- 2011 : Perfect Sense : le médecin
- 2011 : Rock'n'Love : Bruce
- 2013 : Les Poings contre les murs : officier principal Scott

### Télévision
- 1986 : Strike It Rich! : l'ambulancier (1 épisode)
- 1993 : Between the Lines : le journaliste (1 épisode)
- 1994 : Minder : le policier (1 épisode)
- 1994 : Roughnecks : R.G.I.T instructeur (1 épisode)
- 1996 : Les Piégeurs : Sergent Nick Scarrett (1 épisode)
- 1996 : Bugs : Terroriste (1 épisode)
- 1996 : No Bananas : Gordon (1 épisode)
- 1997 : Les Nouvelles Aventures de Robin des Bois : Lars (1 épisode)
- 1997 : The Bill : Tony Tucker (1 épisode)
- 1997 : Bombay Blue : Sergent MacIvor, D.S. MacIvor (2 épisodes)
- 1997 : The Investigator : Sergent Jameson
- 1998 : Looking After Jo Jo : Gordon Monk
- 1999 : Brigade volante : Martin Brooke (1 épisode)
- 1999 : Life Support : Douglas Beardsmore (1 épisode)
- 1998-1999 : Médecins de l'ordinaire : Keith Rudge et Fred Rudge (6 épisodes)
- 1999 : Jésus : Andrew
- 2001 : Monarch of the Glen : Billy (1 épisode)
- 2001 : Hornblower : Mutiny : Randall
- 2001 : Hornblower : Retribution : Randall
- 2001 : Take Me : Kevin Denton
- 2002 : Crossroads : Billy Taylor (4 épisodes)
- 1987-2002 : Taggart : Adam Gillespie, Lloyd Price, Carlson Stewart et Gordon Ferry (4 épisodes)
- 1993-2003 : Casualty : Gerard Reidy et PC Gilchrist (2 épisodes)
- 2006 : Classé Surnaturel : un gardien et un attaquant (1 épisode)
- 2003-2008 : River City : Archie Buchanan (5 épisodes)
- 2009 : Doctors : Gordon Mulholland (1 épisode)
- 2009 : Eadar-Chluich : (1 épisode)
- 2009 : Garrow's Law : Gurney (1 épisode)
- 2010-2012 : Lip Service : Alistair Brice (7 épisodes)
- 2012 : Parade's End : un client de l'hôtel (1 épisode)
- 2012 : Doors Open : Inspecteur Ransome
- 2013 : The Crash : Inspecteur Peters
- 2015 : Waterloo Road : le médecin (1 épisode)
- 2015 : Stonemouth : Al Gilmour (2 épisodes)
- 2015 : Versailles : Jacques (10 épisodes)
- 2016 : One of Us : Fuller